# Bertil Lindquist
Sven Bertil Gunvald Lindquist, född 5 maj 1904 i Landskrona, död 4 februari 1963 i Göteborg, var en svensk lärare och botaniker.
Bertil Lindquist var son till rådmannen och auditören Karl Adolf Ferdinand Lindquist. Efter studentexamen vid Landskrona gymnasium blev han student vid Lunds universitet och filosofie kandidat där 1925. Under studietiden började han intressera sig för fältbotanik och växtgeografiska studier och deltog under sin tid som amanuens vid botaniska museet i Lund 1925-1928 i inventeringen av Skånes flora och redovisade flera intressanta fynd under sitt inventeringsarbete. 1929 genomgick Lindquist skogshögskolans förberedande jägmästarkurs vid Skogshögskolan och blev därefter 1930 inskriven vid Uppsala universitet, filosofie licentiat 1931 och filosofie doktor 1932 efter att året innan ha disputerat med avhandlingen Den skandinaviska bokskogens biologi. Lindquist var 1931-1935 docent i botanik vid skogshögskolan och genomförde under denna tid banbrytande växtbiologiska undersökningar i Dalby Söderskogs nationalpark och vid Timmesøbjerg vid Møns Klint och kunde visa hur kulturberoende växtligheten på dessa platser var. Han kunde genom jämförelser av olika underarter av alm i Sverige visa att trädet efter istiden invandrat dels från söder och dels österifrån. Vidare att dagens sydsvenska almskogar främst var resultatet av inplantering i sen tid. Lindquist avlade jägmästarexamen vid skogshögskolan 1933 och var konsultjägmästare på Össjö gård 1933-1936 och på Hässlö i Lerbo socken. Bertil Lindquist blev 1934 biträdande lärare i växtbiologi vid Uppsala universitet och var docent i skogsskötsel vid skogshögskolan 1935-1946. Han arbetade 1941-1945 som konsult åt flera skogsbolag och blev 1942 riksantikvarieämbetets expert vid skötseln av kronojorden på Björkö. Lindquist biträdde skogsstyrelsen vid planläggningen av landets försörjning av barrträdsfrö 1942-1945 och var professor i skogsskötsel vid skogshögskolan 1946-1950. Från 1950 var han prefekt vid Göteborgs botaniska trädgård och från 1953 innehavare av en forskningsprofessur i botanik vid Göteborgs högskola. Bertil Lindquist är begravd på Ängelholms kyrkogård.